# Вахрам Папазијан
Вахрам Папазијан (Константинопољ, 6. јануар 1888 — Лењинград, 5. јун 1968) био је совјетски глумац који је био етнички Јерменин, углавном познат по својим улогама у Шекспировим делима. Вахрам је играо у Цариграду, Тбилису, јерменским позориштима у Бакуу, московском Малом театру и Француској, Италији, Аустрији, Шпанији и Белгији. Папазијан је започео своју каријеру 1908. године, где је важио за једног од најбољих јерменских глумаца у то време. Пре смрти био је познат као главна звезда у Академском позоришту Сундукјан. Савет за националну књижевност је написао да је „ Отело Вахрама Папазијана доминирало јерменском сценом више од пола века“.
Године 1933. Реза Шах је одлучио да оснује национално државно позориште и позвао Вахрама Папазијана да глуми неколико представа за Ирански Црвени крст.

## Наслеђе
Вахрам Папазијан је сахрањен у пантеону Комитас који се налази у центру града Јеревана.
Папазијанова статуа је постављена у Јерменији 5. фебруара 2012. године.

## Позоришна група Вахрам Папазијан
Либанска јерменска позоришна група, коју је основала Јерменска општа добротворна унија (АГБУ), Јерменско удружење младих, носи име по Вахраму Папазијану.